# Dance Macabre
Dance Macabre es una demo realizada el año 1994 por la banda de progressive Metal Symphony X cuando permanecía en ella el vocalista Rod Tyler. Esta demo no fue muy comercializada.

## Lista de canciones
- 1. Taunting the Notorious 03:42
- 2. Rapture or Pain 06:14
- 3. Dance Macabre 05:38
- 4. Guitar Solo 04:04
- 5. Guitar Solo II 03:39

Total de duración: 23:17

## Formación
- Rod Tyler - Voz.
- Michael Romeo - Guitarra.
- Michael Pinella - Teclados.
- Jason Rullo - Batería.
- Thomas Miller - Bajo eléctrico

- Datos: Q5797958